# Parasubria
Parasubria is een geslacht van rechtvleugeligen uit de familie sabelsprinkhanen (Tettigoniidae). De wetenschappelijke naam van dit geslacht is voor het eerst geldig gepubliceerd in 1911 door Karny.

## Soorten
Het geslacht Parasubria  is monotypisch en omvat slechts de volgende soort:
- Parasubria ziczac (Karny, 1911)